# ويلي كوهن
ويلي كوهن (بالألمانية: Willy Cohn) (و. 1888 – 1941 م) هو مختص في الدراسات القروسطية ‏، ومؤلف، ومؤرخ، وكاتب، ومدرس ثانوي ألماني، ولد في فروتسواف، كان عضوًا في الحزب الديمقراطي الاجتماعي الألماني، توفي في كاوناس، عن عمر يناهز 53 عاماً.